# Струмишко-радовишка котловина
Струмишко-радовишката котловина (на македонска литературна норма: Струмичко-радовишка Котлина) е котловина в югоизточната част на Северна Македония.

## Местоположение
Котловината е разположена в горната и средната част на течението на река Струмешница (Струмица) между планините Беласица на юг, Огражден, Плачковица и Готен на север и Плавуш и Смърдеш на запад. На запад котловината е свързана с малките полета Попчевско и Костуринско по долината на Бела и Тракайна. На изток Струмишкото поле се стеснява и източно от Ново село, между Беласица и Огражден, широчината му е около 2 km. След това   реката Струмешница през Ключката клисура навлиза в Петричката котловина в България.

## Формиране
Котловината е формирана по тектонски път чрез понижаване на земната повърхност по  разломните линии между планините. По цялата дължина в подножието на планините са образувани делувиални отлагания.

## Описание
Котловината има площ от 1482 km2. Надморската ѝ височина е от 200 до 1881 m (връх Тумба). Дели се на три дяла – Струмишко, Радовишко и Дамянско поле, като Дамянското е най-високо, а Струмишкото е най-ниско. Равнинният дял на котловината е между 200 и 500 m и е с площ от 29 000 ha. На север към Огражден дъното на котловината се издига.

## Микрорегиони
В котловината има няколко микрорегиона въз основа на релефните характеристики на землището. В Струмишко те са:
- Струмишкото поле или Полето е равнината в центъра на котловината, която е и най-просторен и икономчески най-богат район. Към полето принадлежат равнинните села на изток от Струмица: Босилово, Муртино, Дабиля, Моноспитово, Турново, Зъбово, Градско Балдовци, Съчево, Робово, Еднокукево, Бориево, Секирник, Радово, Самоилово и Ново Конярево и на север и на запад от Струмица: Василево, Добрейци, Пиперево, Просениково, Драгомирово, Сарай, Петралинци, Старо Балдовци, Градошорци, Едрениково, Ангелци, Седларци, Баница, Водоча и Велюса.[3]

- Подгор или Подгория се състои от ридските села в подножието на Беласица: Старо Конярево, Дражево, Смолари, Мокрино, Мокриево, Борисово, Колешино, Габрово, Банско, Свидовица и Куклиш.[3]

- Кърот или Кърските села е районът в подножието на Огражден. Тук са селата Доброшинци, Нова махала, Висока махала, Чанаклия, Гечерлия, Хамзали, Нивичино, Дървош, Иловица, Щука, Сушица и Ново село, а селата Байково, Бадилен, Барбарево и Стиник са разположени по-високо в Огражден.[3]

- Районът на югозапад от Струмица, който е сравнително пасивен планински край. Тук са селата Рич, Попчево, Костурино, Три води, Раборци, Белотино, Варварица, Злешево, Чепели, Орманли, Мемешли, Дорломбос и бившето Чам чифлик.[3]